# Сукоби у Либану 2007.
Сукоби у Либану 2007. почели су 20. маја 2007. године окршајем исламистичке групе Фатах ел Ислам и либанске војске у северном граду Триполију, који су се касније проширили на базу исламиста, палестински избеглички камп Нахр ел Баред. То је био најснажнији унутрашњи конфликт у Либану још од времена грађанског рата (1975—1991). Сукоби су били највише сконцентрисани око опсаде Нахр ел Бареда, али су се мањи изгреди и бомбашки напади дешавали и другде (укључујући бомбашке нападе у Бејруту, диверзије на колоне снага УН итд.). У сукобима је убијено више од 400 особа, од чега 167 војника либанске војске, а окончани су падом избегличког кампа 7. септембра 2007. у руке либанске војске.